# Marie de Brimeu
Marie de Brimeu, född 1550, död 18 april 1605, var en flamländsk botaniker. Hon upprätthöll en vetenskaplig korrespondens med Carolus Clusius, och är känd för sin kunskap inom botanik.